# 아름다운 이웃
《아름다운 이웃》(美しい隣人 우쓰쿠시이린진[*])은 간사이 TV 방송과 미디어 믹스 재팬의 공동 제작으로 2011년 1월 11일부터 3월 15일까지 후지 TV 계열에서 매주 화요일 22:00 - 22:54에 방송된 텔레비전 드라마이다.
주연은 나카마 유키에, 단 레이.

## 개요
나카마 유키에와 단 레이가 처음으로 공동 출연하는 서스펜스틱한 작품이다. 나카마 유키에로서는 간사이 TV 화요일 밤 10시 드라마 첫 주연작이며, 단 레이로서는 민영방송 연속 드라마 첫 출연작이다. 2010년 8월 30일부터 크랭크인에 들어가 2010년 12월 중순에 촬영을 끝내놓은 상태다.
캐치카피는 '여자는, 괴로워하는 여자의 모습을 좋아한다.'.

## 줄거리
평범한 전업주부 야노 에리코는 남편, 아들과 함께 평온한 나날을 보내고 있었다. 그러던 어느 날, 에리코의 옆집으로 이사 온 미녀 메이어 사키에 의해 평온하던 생활이 점차 엉망이 되어 간다.

## 등장인물

### 주요 인물
- 메이어 사키 (가케이 사키) - 나카마 유키에

미국인 남편이 머지않아 해외에서 부임한다며 에리코네 옆집으로 이사온 미녀. 의도를 가지고 에리코에게 접근하며 에리코를 위협한다. 사실 마사히코의 전처이자, 아카네 연못에서 익사한 하야토의 어머니이기도 하다. 에리코 뿐만 아니라, 가족끼리 알고 지내던 마유미, 남편 신지, 시어머니 미츠코에게 접근하며 차례로 에리코의 인간 관계를 망가뜨려 간다.
- 야노 에리코 - 단 레이

남편, 아들과 셋이 살고있는 평범한 전업주부. 지금의 평온한 생활에 만족하지만, 갑자기 나타난 사키에 의해 궁지로 몰린다. 1년 전, 아들 슌이 실종되었던 날, 연못에서 하야토가 익사한 것을 알고는 가끔씩 어린 아이가 물에 빠지는 꿈을 꾼다. 동네 도랑에 반딧불이를 불러들이는 '반딧불이 모임'의 멤버.

### 야노 가
- 야노 신지 - 와타베 아츠로

에리코의 남편. 대형 가전회사 '에넥스 전기산업'에서 근무하는 회사원. 현재 오사카에서 단신부임 중이다. 바람을 피운 적은 단 한 번도 없었으나, 바에서 만난 사키가 신경쓰이기 시작한다.
- 야노 슌 - 아오야마 카즈야

에리코와 신지의 외아들이자, 토시로와 미츠코의 손자. '와카바 유치원' 졸업반이며, 수영스쿨을 다니고 있다. 낯을 가리는 성격으로, 처음에는 사키를 무서워하지만 점차 사키를 따른다.
- 야노 토시로 - 소우다 잇페이

에리코의 시아버지, 신지의 아버지, 슌의 할아버지.
- 야노 미츠코 - 구사부에 미츠코 (특별 출연)

에리코의 시어머니, 신지의 어머니, 슌의 할머니. 에리코가 슌을 데리고 신지가 있는 오사카로 가버리지 않을까 늘 노심초사한다.

### 아이다 가
- 아이다 마유미 - 미우라 에리코

에리코와 같은 동네에 사는 친구이며, 부부가 찻집 '미키'를 운영한다. '반딧불이 모임'의 멤버. 에리코가 미츠코 병문안으로 슌의 유치원 등하원을 자신이 아닌 사키에게 부탁하거나, 딸 미오와 함께 수영스쿨에 가자는 말을 거절하는 에리코에게 점차 초조함을 느끼는 반면, 사키와 가까워져 간다. 사키의 계략으로, 에리코가 자신의 이혼 경력을 사키에게 이야기했다고 생각한다.
- 아이다 가즈시 - 모리야마 에이지

마유미의 남편. 찻집 '미키'를 운영한다.
- 아이다 미오 - 타니 카논

마유미와 가즈시의 외동딸. '와카바 유치원' 졸업반이며, 슌과 사이가 좋다. 사키와 점점 친해진다.

### 세키 가
- 세키 카나 - 스즈키 사와

에리코의 옆집에 살았으나, 의붓 아버지 간병 때문에 오사카로 이사한다. 오사카에서 우연히 신지와 사키가 함께있는 현장을 목격하고, 에리코와 마유미의 불화를 걱정한다.
- 세키 아키히로 - 고바야시 마사히로

카나의 남편. 오사카에서 우연히 신지와 사키가 함께있는 현장을 목격하고, 에리코와 신지를 걱정한다.

### 타키노 가
- 타키노 키코 - 다카바야시 유키코

에리코의 어머니.
- 타키노 가츠야 - 미츠이시 켄

에리코의 오빠. 마쓰모토시에서 '타키노 의원'을 잇고 있다.
- 타키노 유리 - 츠지 시노부

가츠야의 부인. 한눈 판 사이에 슌을 잃어버린다.

### 에넥스 전기산업
- 마시타 아미 - 후지이 미나

오사카 지사 근무. 신지의 부하. 신지를 짝사랑한다.
- 이시모리 - 진보 사토시

도쿄 본사 근무. 신지의 동료.
- 미조타 - 나다카 나츠오

상무. 미국에 신설할 자회사에 신지를 보내려 한다.

### 외
- 가케히 마사히코 - 다카치 노보루

에리코가 연못에서 만난 남자. 1년 전 아들 하야토를 잃었다. 사키의 진짜 남편(이것으로 사키가 말한 '메이어'라는 성은 거짓이며, 사키가 하야토의 어머니인 것이 암시된다). 이혼을 생각하고 있으며, 내연녀가 임신했다.
- 가케히 하야토 (회상) - 다키타 쇼

마사히코와 사키의 아들. 1년 전에 연못에서 익사.
- 마츠이 리오 - 미나미 케이스케

아이다 부부가 경영하는 찻집 '미키'에서 웨이터로 일하고 있다. 과묵해서 접근하기 어려우며, 태생 또한 불명이다. 1년 전 나무에서 내려오지 못하던 슌을 도와준 후, 슌이 잘 따르는 형이다. 사키의 과거를 알고 있으며, 관계상 사키를 보는 표정이 험하다.
- 히로세 고타 - 아오야마 하루

'반딧불이 모임'의 멤버인 대학생. 슌이 다니는 수영스쿨의 코치.
- 나카무타 하지메 - 다케노 이사오

'반딧불이 모임'의 선생.
- 도리가이 - 사노 케이스케

신지가 오사카에서 자주 들르던 소에몬 정에 있는 바 'NEST' 마스터.
- 아라키 히로 - 마부치 호마레

수영스쿨 신입생. 친구인 척하며 슌을 괴롭히지만, 사키의 협박으로 수영스쿨을 그만둔다.

## 스태프
- 각본 : 가미야마 유미코
- 음악 : 이케 요리카즈
- 프로듀서 : 도요후쿠 요코 (간사이 TV 방송), 도오다 코이치 (미디어 믹스 재팬), 아사이 치히로 (미디어 믹스 재팬)
- 연출 : 이마이 가즈히사, 고마츠 류지, 호시노 가즈나리
- 포스터 & PR 스팟 촬영 : 니나가와 미카
- 제작 : 간사이 TV 방송, 미디어 믹스 재팬

## 주제가
- 동방신기 - Why? (Keep Your Head Down)

## 서브 타이틀 및 시청률
| 각 화                                                     | 방송일          | 서브 타이틀                                     | 서브 타이틀                                                                   | 연출            | 시청률 |
| 각 화                                                     | 방송일          | 방송 시                                         | 편성표                                                                        | 연출            | 시청률 |
| --------------------------------------------------------- | --------------- | ----------------------------------------------- | ----------------------------------------------------------------------------- | --------------- | ------ |
| 제1화                                                     | 2011년 1월 11일 | 괴로운 여자, 괴롭히는 여자 苦しむ女、苦しめる女 | 마성의 여자, 나타나다 魔性の女、現る                                          | 이마이 가즈히사 | 14.3%  |
| 제2화                                                     | 2011년 1월 18일 | 행복을 망가뜨리는 여자 幸福を壊す女             | 행복을 망가뜨리는 여자 幸福を壊す女                                           | 이마이 가즈히사 | 15.0%  |
| 제3화                                                     | 2011년 1월 25일 | 이웃 여자의 정체 隣の女の正体                   | 드디어 드러나는 과거... 이웃 여자의 정체 ついに暴かれる過去… 隣の女の正体     | 고마츠 류지     | 9.8%   |
| 제4화                                                     | 2011년 2월 1일  | 만족하지 못하는 여자 満足できない女             | 만족하지 못하는 여자 満足できない女                                           | 고마츠 류지     | 10.9%  |
| 제5화                                                     | 2011년 2월 8일  | 절체절명 絶体絶命                               | 입장 역전... 불행한 여자의 화려한 변신 立場逆転… 不幸な女の華麗なる変身       | 이마이 가즈히사 | 12.2%  |
| 제6화                                                     | 2011년 2월 15일 | 지옥의 퇴원 축하 파티 地獄の快気祝い            | 모든 것이 밝혀질 때... 지옥의 퇴원 축하 파티 全てがバレるとき… 地獄の快気祝い | 고마츠 류지     | 12.7%  |
| 제7화                                                     | 2011년 2월 22일 | 남편을 유혹한 진짜 이유 夫を誘惑した本当の理由  | 금단의 고백 禁断の告白                                                        | 고마츠 류지     | 13.8%  |
| 제8화                                                     | 2011년 3월 1일  | 반격의 순간 反撃の瞬間（とき）                  | 5살짜리의 완전 범죄 5歳の完全犯罪                                             | 호시노 가즈나리 | 12.0%  |
| 제9화                                                     | 2011년 3월 8일  | 쏟아진 우유 零れたミルク                        | 쏟아진 우유 こぼれたミルク                                                    | 이마이 가즈히사 | 13.6%  |
| 최종화                                                    | 2011년 3월 15일 | 이긴 여자 勝つ女                                | 이긴 여자 勝つ女                                                              | 이마이 가즈히사 | 14.6%  |
| 평균 시청률 12.9% (시청률은 간토 지방 비디오 리서치 조사) |                 |                                                 |                                                                               |                 |        |

- 긴키 지방 첫 회 시청률은 17.7%, 마지막화 시청률은 21.2%
- 2011년 1월 25일 22:20-25:15 AFC 아시안컵 2011 준결승전 대한민국 vs 일본 시청률은 35.1%
- 2011년 3월 15일 최종화가 방송되던 중 2011년 도호쿠 지방 태평양 앞바다 지진 속보로 인해 약 15분가량 방송이 중단되었으나, 22:50부터 정상 방영되었다.

## 관련 작품

### O.S.T.
수록곡
- 작곡, 편곡 : 이케 요리카즈

| 순서 | 원제                 | 풀이                 |
| ---- | -------------------- | -------------------- |
| 1    | 美しい隣人           | 아름다운 이웃        |
| 2    | 冷たい微笑み         | 냉정한 웃음          |
| 3    | Fireflies            |                      |
| 4    | 深闇のざわめき       | 칠흑의 웅성거림      |
| 5    | ほころび             | 닳은 곳              |
| 6    | 静かなる波紋         | 조용한 파문          |
| 7    | 凍てつく刃           | 얼어 붙은 칼         |
| 8    | 流氷                 | 유빙                 |
| 9    | Blue Forest          |                      |
| 10   | 甘美な罠             | 달콤한 덫            |
| 11   | 三日月の影           | 초승달의 그림자      |
| 12   | 積りゆく怒り         | 쌓여 가는 분노       |
| 13   | 聖母の哀しみ         | 성모의 슬픔          |
| 14   | 眠れぬ夜             | 잠들 수 없는 밤      |
| 15   | 冷たい指先           | 차가운 손가락 끝     |
| 16   | 孤独はさざ波のように | 고독은 잔물결처럼    |
| 17   | Fireflies no words   |                      |
| 18   | 闇からの声           | 어둠 속의 목소리     |
| 19   | 静かなる罪           | 조용한 죄            |
| 20   | 言い知れぬ不安       | 말할 수 없는 불안    |
| 21   | 忍び寄る真実         | 살며시 다가오는 진실 |
| 22   | 斜陽                 | 사양                 |
| 23   | パンドラの匣         | 판도라의 상자        |
| 24   | 氷点                 | 빙점                 |
| 25   | Fireflies show ver.  |                      |

### 서적
- 아름다운 이웃 (각본 가미야마 유미코, 소설 하나이 료치, 슈에이샤, 2011년 2월 18일 발매, ISBN 978-4-08-746671-3)

노블라이즈 판에는 드라마에서는 그려지지 않는 에피소드가 추가되었으며 결말도 드라마와는 다른 내용이다.

### DVD
- 아름다운 이웃 DVD-BOX (포니캐년, 2011년 4월 20일 발매)